# Hinomotentomon
Hinomotentomon es un género de Protura en la familia Protentomidae. Es propio del sur de Asia.

## Especies
- Hinomotentomon nipponicum (Imadaté, 1964)